# Меленхаген
Меленхаген (њем. Möllenhagen) општина је у њемачкој савезној држави Мекленбург-Западна Померанија. Једно је од 60 општинских средишта округа Мириц. Према процјени из 2010. у општини је живјело 1.772 становника. Посједује регионалну шифру (AGS) 13056047.

## Географски и демографски подаци
Меленхаген се налази у савезној држави Мекленбург-Западна Померанија у округу Мириц. Општина се налази на надморској висини од 90 метара. Површина општине износи 49,8 km². У самом мјесту је, према процјени из 2010. године, живјело 1.772 становника. Просјечна густина становништва износи 36 становника/km².